# Niersmühle Weeze
Die Niersmühle Weeze war eine Wassermühle in Weeze im Kreis Kleve in Nordrhein-Westfalen.

## Geographie
Die Niersmühle Weeze hatte ihren Standort an der Niers. Oberhalb standen die Wissener Mühlen, unterhalb stand die Höster Mühle.
- (Die Coordinaten gelten für eine Standortannahme im Centrum von Weeze an der Niers.)

## Geschichte
Die Mühle wurde in den Jahren 1282, 1283 und 1299 in Urkunden der Abtei Graefenthal als: Nahe bei Weeze an der Niers gelegene Mühle genannt.  Sie gehörte einem Geistlichen am Xantener Stift mit Namen Stefan von Sulen und war von ihm einem gewissen Johannes de Xantis als Lehen gegeben. Mit Zustimmung des Eigentümers hatte er damals seine Lehnsmühle dem Kloster Graefenthal abgetreten. Notizen auf der Rückseite der Urkunden bezogen sich auf Vorgänge im 15. Jahrhundert. Nach dieser Zeit ist die Mühle nicht mehr erwähnt.